# Punta de la Atrevida
Punta de la Atrevida är en udde i Antarktis. Den ligger på Deception Island i Sydshetlandsöarna. Argentina, Chile och Storbritannien gör anspråk på området.
Terrängen inåt land är lite kuperad. Havet är nära Punta de la Atrevida åt sydväst. Trakten är glest befolkad. Närmaste befolkade plats är Gabriel de Castilla Spanish Antarctic Station, 5,5 kilometer norr om Punta de la Atrevida.